# Echatt
Echatt (arabisch الشط, auch Beni Amar / بني عمار) ist eine algerische Gemeinde in der Provinz El Tarf mit 26.758 Einwohnern. (Stand: 1998)

## Geographie
Echatt befindet sich westlich der tunesischen Grenze an der Küste des Mittelmeers. Umgeben wird Beni Amar von Ben Mehdi im Süden und von El Bouni im Westen.